# George Chadwick
George Whitefield Chadwick (13. november 1854 i Lowell, Massachusetts, USA – 4. april 1931 i Boston) var en amerikansk komponist.
Chadwick var en romantisk komponist, og var repræsentant for New England School of Composers, sidst i 1900 tallet. 
Han skrev 3 symfonier, orkestermusik, og musik til scenen. han underviste også, bl.a. på Harvard School of Music.

## Udvalgte værker
- Symfoni nr. 1 (1878-1881) (trukket tilbage) - for orkester
- Symfoni nr. 2 (1883-1885) - for orkester
- Symfoni nr. 3 "Symfonisk ballade" (1893-1994) - for orkester
- Sinfonietta (1904) - for orkester
- "Symfoniske Skitser" (1895-1904) - for orkester
- "Symfonisk suite" (1905-1909) - for orkester
- "Afrodite" (Symfonisk fantasi) (1910-1911) - for orkester
- "Kleopatra" (Symfonisk digtning) (1904) - for orkester
- 3 Strygekvartetter (1877, 1878, 1885)
- * "Padroné" (1912) - for scenen